# دانشگاه ابسالون
دانشگاه ابسالون (به لاتین: University College Absalon) یک دانشگاه در دانمارک است که در اسلیلسه، کمون دانمارک واقع شده‌است.